# Manuel Coppola
Manuel Coppola (Roma, 11 maggio 1982) è un allenatore di calcio ed ex calciatore italiano, di ruolo centrocampista.

## Carriera

### Calciatore
Inizia la sua carriera nelle giovanili della Pro Tevere Roma, poi nella Nuova Tor Tre Teste, per poi trasferirsi, nella stagione 2000-2001, al Tivoli (Dilettanti). Inizialmente ala destra, grazie all'intuizione dell'allenatore Bruno Giordano diventa un centrocampista centrale ed in questo ruolo si afferma come uno dei giovani più interessanti del panorama calcistico italiano. Con il Tivoli centra prima la promozione in Serie C2, alla fine del campionato 2001-2002, e poi la salvezza, nella stagione 2002-2003.
Ad agosto 2004 è al Messina, che lo cede in prestito al Brindisi (sempre in Serie C2). Con i pugliesi sfiora la promozione in Serie C1 all'ultima giornata. Nella stagione 2004-2005 passa alla Salernitana (in Serie B). Durante l'estate del 2005, ritornato al Messina, si trasferisce in prestito al Genoa, con cui vince il campionato e ritorna in Serie B. Nella stagione 2006-2007 è uno dei centrocampisti titolari della formazione rossoblu che guadagna la promozione in Serie A.
A gennaio 2008 passa in prestito al Siena, che già a giugno ne riscatta la metà del cartellino.
In una serie di scambi di giocatori tra la società senese e il Parma, Coppola il 26 giugno 2009 si trasferisce in gialloblu, ma già il 28 agosto successivo è girato in prestito in Serie B dove esordisce con la maglia granata del Torino il 31 agosto 2009 (Torino-Empoli 3-0) subentrando a Belingheri al 76'.
Il 17 ottobre 2009, durante la partita Ascoli-Torino (1-2) si infortuna in uno scontro aereo con Amoroso riscontrando la rottura del malleolo peronale, l'incidente capita quando era diventato uno dei punti di forza del centrocampo del Torino.
Il 1º luglio 2010 per fine prestito torna al Parma dove però viene ceduto nuovamente in prestito, questa volta al neopromosso Lecce. Dopo avere trovato poco spazio con i pugliesi (con cui ha trovato la prima e unica rete in Serie A, segnata all'ultima giornata nella sconfitta per 2-4 contro la Lazio) torna al Parma per fine prestito.
Il 28 agosto 2011 passa in prestito all'Empoli che rientra nell'affare che porta Gianluca Musacci al Parma.
Dopo 41 presenze di campionato, nell'estate del 2012 torna al Parma che lo cede al Siena in cambio di Andrea Rossi.
Dopo sole 3 presenze tra campionato e Coppa Italia, il 24 gennaio 2013 si trasferisce in prestito al Cesena fino al 30 giugno. Il 4 luglio seguente le due società si accordano per il rinnovo del prestito. Titolare fisso del centrocampo, contribuisce al ritorno in Serie A del club. Il 22 luglio 2014, dopo la mancata iscrizione del Siena al campionato di Serie B, rimane svincolato e trascorre l'inizio della stagione 2014-2015 sempre al Cesena giocando 11 partite di Serie A. In tutto con la maglia del Cesena in 2 anni mette insieme 55 presenze e 1 gol. 
Il 13 gennaio 2015 si trasferisce a titolo definitivo al Catania con cui firma un contratto fino al 30 giugno 2016. Debutta da titolare quattro giorni dopo in Lanciano-Catania 3-0.
Il 16 agosto 2015 rescinde con il Catania, nel frattempo retrocesso in Lega Pro per calcioscommesse e firma un contratto annuale con opzione per il secondo con la Ternana. Si ritira due anni dopo.

### Allenatore
Nel luglio 2017 a Coverciano si allena con altri giocatori svincolati e inizia il corso da allenatore UEFA B che consente di allenare in Serie A.
Nel settembre 2017 diviene il vice di Fabio Liverani al Lecce, sua ex squadra.

## Statistiche

### Presenze e reti nei club
| Stagione        | Squadra         | Campionato      | Campionato | Campionato | Coppe nazionali | Coppe nazionali | Coppe nazionali | Coppe continentali | Coppe continentali | Coppe continentali | Altre coppe | Altre coppe | Altre coppe | Totale | Totale |
| Stagione        | Squadra         | Comp            | Pres       | Reti       | Comp            | Pres            | Reti            | Comp               | Pres               | Reti               | Comp        | Pres        | Reti        | Pres   | Reti   |
| --------------- | --------------- | --------------- | ---------- | ---------- | --------------- | --------------- | --------------- | ------------------ | ------------------ | ------------------ | ----------- | ----------- | ----------- | ------ | ------ |
| 2004-2005       | Salernitana     | B               | 34         | 0          | CI              | 4               | 0               | -                  | -                  | -                  | -           | -           | -           | 38     | 0      |
| 2005-2006       | Genoa           | C1              | 28         | 0          | CI              | 0               | 0               | -                  | -                  | -                  | -           | -           | -           | 28     | 0      |
| 2006-2007       | Genoa           | B               | 38         | 1          | CI              | 3               | 0               | -                  | -                  | -                  | -           | -           | -           | 41     | 1      |
| 2007-gen. 2008  | Genoa           | A               | 3          | 0          | CI              | 1               | 0               | -                  | -                  | -                  | -           | -           | -           | 4      | 0      |
| Totale Genoa    | Totale Genoa    | Totale Genoa    | 69         | 1          |                 | 4               | 0               |                    | -                  | -                  |             | -           | -           | 73     | 1      |
| gen.-giu. 2008  | Siena           | A               | 12         | 0          | CI              | -               | -               | -                  | -                  | -                  | -           | -           | -           | 12     | 0      |
| 2008-2009       | Siena           | A               | 15         | 0          | CI              | 1               | 0               | -                  | -                  | -                  | -           | -           | -           | 16     | 0      |
| 2009-2010       | Torino          | B               | 17         | 0          | CI              | -               | -               | -                  | -                  | -                  | -           | -           | -           | 17     | 0      |
| gen.-giu. 2010  | Parma           | A               | 1          | 0          | CI              | 0               | 0               | -                  | -                  | -                  | -           | -           | -           | 1      | 0      |
| 2010-2011       | Lecce           | A               | 14         | 1          | CI              | 2               | 0               | -                  | -                  | -                  | -           | -           | -           | 16     | 1      |
| 2011-2012       | Empoli          | B               | 31         | 0          | CI              | 1               | 0               | -                  | -                  | -                  | -           | -           | -           | 32     | 0      |
| 2012-gen. 2013  | Siena           | A               | 2          | 0          | CI              | 1               | 0               | -                  | -                  | -                  | -           | -           | -           | 3      | 0      |
| Totale Siena    | Totale Siena    | Totale Siena    | 29         | 0          |                 | 2               | 0               |                    | -                  | -                  |             | -           | -           | 31     | 0      |
| gen.-giu. 2013  | Cesena          | B               | 4          | 0          | CI              | -               | -               | -                  | -                  | -                  | -           | -           | -           | 4      | 0      |
| 2013-2014       | Cesena          | B               | 40         | 1          | CI              | 2               | 0               | -                  | -                  | -                  | -           | -           | -           | 42     | 1      |
| 2014-gen. 2015  | Cesena          | A               | 11         | 0          | CI              | 2               | 0               | -                  | -                  | -                  | -           | -           | -           | 13     | 0      |
| Totale Cesena   | Totale Cesena   | Totale Cesena   | 55         | 1          |                 | 4               | 0               |                    | -                  | -                  |             | -           | -           | 59     | 1      |
| gen.-giu. 2015  | Catania         | B               | 13         | 0          | CI              | -               | -               | -                  | -                  | -                  | -           | -           | -           | 13     | 0      |
| 2015-2016       | Ternana         | B               | 26         | 0          | CI              | -               | -               | -                  | -                  | -                  | -           | -           | -           | 26     | 0      |
| 2016-2017       | Ternana         | B               | 14         | 0          | CI              | 1               | 0               | -                  | -                  | -                  | -           | -           | -           | 15     | 0      |
| Totale Ternana  | Totale Ternana  | Totale Ternana  | 40         | 0          |                 | 1               | 0               |                    | -                  | -                  |             | -           | -           | 41     | 0      |
| Totale carriera | Totale carriera | Totale carriera | 303        | 3          |                 | 18              | 0               |                    | -                  | -                  |             | -           | -           | 321    | 3      |

## Palmarès

### Club

#### Competizioni nazionali
- Serie D: 1

Tivoli: 2001-2002